# Mischen (Spielkarten)

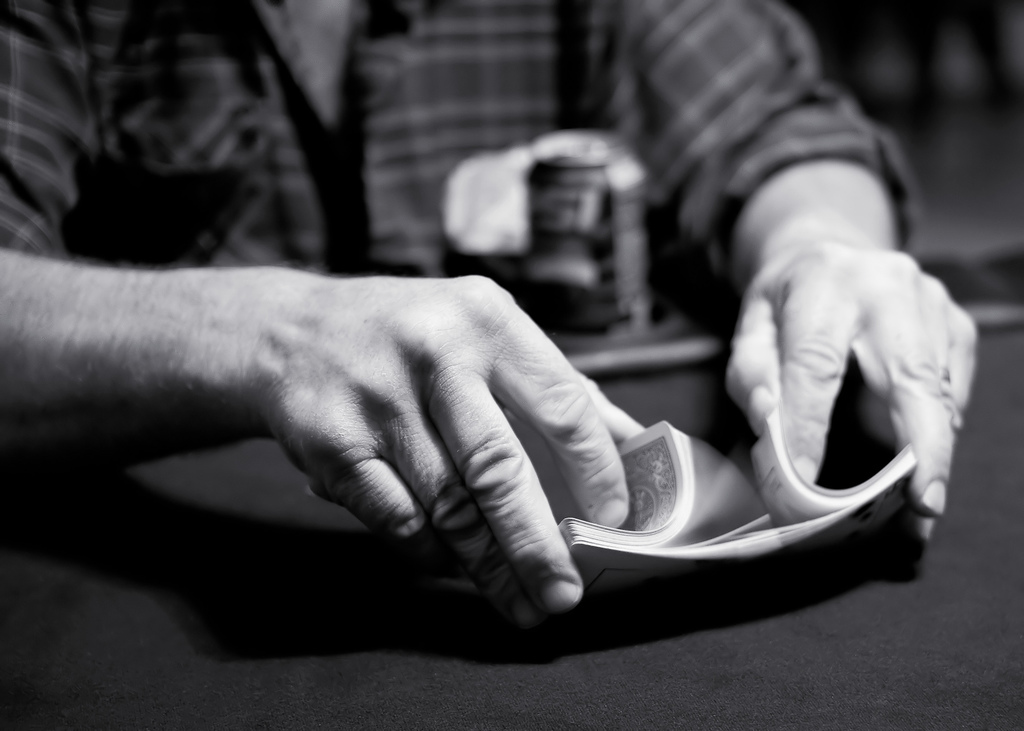
Mischen von Karten (in Bogenmischtechnik)

Als  Mischen bezeichnet man die Erzeugung einer zufälligen Reihenfolge der Spielkarten eines Kartenspiels. Dem Mischen folgt oft das Abheben der Karten.

## Mischmethoden

Eine automatische Mischmaschine

Es gibt verschiedene Methoden, Karten zu mischen. Einige Methoden führen zu einer besseren Durchmischung, während andere einfacher zu erlernen und anzuwenden sind oder sich besser für bestimmte Situationen eignen.

### Riffeln
Die gängigste Methode wird im Englischen riffle shuffle genannt, deutsch „Bogenmischen“. Dabei wird jeweils eine Hälfte der Karten in jeder Hand mit dem Daumen nach innen gewölbt. Sodann werden die Karten gleichzeitig von Daumen losgelassen, sodass sie ungleichmäßig ineinander verzahnen. Anschließend werden die Hälften ineinandergeschoben.
Das Bogenmischen lässt sich sowohl in der Luft als auch auf dem Tisch ausführen. Letzteres ist Vorschrift in den meisten Kasinos, um ein Erspähen der unteren Karten auszuschließen. Beim Kasinobogenmischen werden die Hälften mit den Schmalseiten zueinander auf den Tisch gelegt, so dass sich ihre hinteren Ecken berühren. Dann werden die hinteren Kanten mit den Daumen angehoben und dabei die Hälften verzahnt und danach zusammengeschoben.
Ein Nachteil des Bogenmischens ist das Risiko, dass Karten minderer Qualität sich bei unvorsichtigem Mischen verbiegen können. Bei Glücksspielen ist es jedoch ohnehin üblich und anzuraten, im Verlauf eines Abends die Spielkarten zu erneuern.

### Überhand
Das Überhand-Mischen ist eine weitere, besonders bei Amateuren beliebte Technik. Dabei werden die Karten in einer Hand meist an den Schmalseiten gehalten. Mit dem Daumen der anderen Hand werden nach und nach kleinere Kartenpäckchen in diese abgezogen. Im Vergleich zum Bogenmischen dauert es wesentlich länger und benötigt mehr Mischvorgänge, bis ein ähnlich starkes Vermischen erzielt wird. Zudem bietet es ungleich mehr Ansatzmöglichkeiten für Manipulation und wird daher in Kasinos nicht angewandt.

### Stripping
Eine weitere Technik wird im Englischen Stripping genannt. Dabei werden kleine Gruppen von Karten von oben oder unten vom Kartenstapel entfernt und auf der anderen Seite wieder hinzugefügt oder auf dem Tisch in umgekehrter Reihenfolge wieder zusammengesetzt. Dies ist eine deutlich ineffizientere Methode und wird nicht empfohlen, solange sie nicht in Verbindung mit dem Bogenmischen benutzt wird.

### Ineinanderdrücken und Fächern
Das Ineinanderdrücken ist eine Methode, bei der die Enden der beiden Hälften des Kartenstapels so gegeneinandergedrückt werden, dass sie sich miteinander vermischen. Dies benötigt Geschick und Praxis, genauso wie das Fächern, bei dem die Hälften in Form eines Fächers ausgebreitet und ineinander verschoben werden.

### Durchwühlen
Das Durchwühlen des Kartenstapels (engl. washing the deck oder scrambling the deck) wird von vielen als recht laienhafte Methode des Mischens angesehen, ergibt aber sehr gute Ergebnisse und wird in Casinos beim Verwenden von neuen Kartenpäckchen und folgend von Zeit zu Zeit angewandt. Ein Satz Karten wird in zwei Bögen oder mehreren Päckchen mit der Bildseite nach unten vor dem Kartengeber ausgebreitet und mit den Fingerspitzen und Handballen in kreisförmigen Bewegungen so gut wie möglich durchmischt. Neue Karten werden so ein bis zwei Minuten gemischt, geschieht das Durchwühlen zwischen den Spielen, wird meist nur zehn bis fünfzehn Sekunden durchwühlt. Danach werden die Karten auf ein Päckchen aufgehäuft und ausgerichtet. Im professionellen Betrieb schließt sich ans Durchwühlen dann in der Regel dreimal Riffeln, einmal Stripping, nochmal Riffeln und dann Abheben an.

### Stapel
Das Bilden von Stapeln ist keine Randomisierungsmethode, sondern wird zum Lösen von aneinander haftenden Karten verwendet. Dabei werden die Karten reihum in Stapel sortiert, wodurch Karten, die vorher nebeneinander waren, nun getrennt sind.

### Computergemischte Karten
Die Technik macht es möglich, durch verschiedene Computerprogramme zufallsgemischte Verteilungen zu erstellen und diese mit Hilfe einer Dupliziermaschine an die Spieler zu verteilen. Diese Variante wird insbesondere im Turnier-Bridge angewendet.

## Zufall
Normalerweise ist der Stapel von 52 Karten nicht vor fünf guten Bogenmischdurchläufen durchmischt, und erst nach sieben ist er wirklich zufällig. (Bei schlechten Mischmethoden werden natürlich entsprechend mehr Mischvorgänge benötigt.)
Eine andere Meinung ist, dass sechs Mischvorgänge genügen. Der Unterschied hängt davon ab, wie der Zufall eines Kartenstapels gemessen wird. Diaconis benutzte einen äußerst sensiblen Test für Zufall und kam daher auf ein höheres Ergebnis. Es existieren noch sensiblere Maße, und die Frage, welches Maß für bestimmte Kartenspiele am besten ist, ist noch immer ungeklärt.
Ein Beispiel für einen sehr sensiblen Test:
- Man nimmt ein Rommé-Blatt ohne Joker (also mit 52 Karten) und teilt es nach Farben auf, wobei zwei Farben aufsteigend (vom As zum König) und zwei Farben absteigend (vom König zum As) sortiert werden; danach wird das Kartenspiel in der gewünschten Sorgfalt gemischt. Man gehe dann durch den Kartenstapel und versuche, jede Farbe in der richtigen Reihenfolge (As, Zwei, Drei etc.) auszulegen. Wenn man am Ende des Stapels angekommen ist, fängt man wieder von vorne an.
- Anhand der Anzahl der Durchgänge durch den Stapel kann man die Durchmischung bewerten. Man sieht bei diesem Test, wie viele aufsteigende Folgen in jeder Farbe übrig geblieben sind. Dabei benötigt man ziemlich viele Mischvorgänge, um sowohl die aufsteigenden als auch die absteigenden Folgen in den einzelnen Farben loszuwerden.

In der Praxis hängt die Anzahl der benötigten Bogenmischdurchläufen sowohl davon ab, wie gut der Geber beim Mischen ist, als auch davon, wie gut die Mitspieler beim Bemerken und Benutzen von mangelndem Zufall sind. Zwei bis vier Mischvorgänge reichen für das Spiel zum Spaß. Die besten Blackjack-Spieler können Asse förmlich durch den Kartenstapel verfolgen.
Es existiert keine handhabbare Methode, ein Kartenspiel per Zufall zu mischen. Die zuverlässigste aber unpraktischste Methode ist das Durchwühlen eines Kartenspiels. Auch das beliebte Ineinanderschieben oder Ineinanderblättern verändert die Reihenfolge der Karten im Kartenstapel auch nach vielen Durchgängen im Verhältnis zu der Anzahl der Mischvorgänge kaum.